# Laura y Zoe
Laura y Zoe é uma telenovela argentina produzida pela Pol-ka Producciones e exibida pelo Canal 13 entre 20 de julho de 1998 e 2 de agosto de 1998.

## Elenco
- Cecilia Roth - Laura
- Susú Pecoraro - Zoe
- Favio Posca
- Alfredo Allende
- Elsa Berenguer
- Rita Cortese
- Martín Gianola
- Miguel Guerberof
- Daniel Kuzniecka
- Carlos Lipsic
- Rolly Serrano
- Magela Zanotta